# Johan Gabriel Aminoff
Johan Gabriel Aminoff, född 22 augusti 1767, död 25 december 1828 i Stockholm, var en svensk militär.
Johan Gabriel Aminoff var son till generalmajor Henrik Georg Aminoff och Anna Elisabeth Stierncrona. Han skrevs in i militärtjänst 1774, blev kvartermästare vid livregementet till häst, två veckor senare kornett där, 1783 löjtnant, 1786 ryttmästare och 1794 major vid livregementets dragonkår samt överadjutant hos Gustav IV Adolf samma år. Aminoff blev 1797 kavaljer hos hertig Carl, generaladjutant av flygeln och överstelöjtnant i armén 1796, samt 1801 sekundchef och överstelöjtnant vid livregementets husarkår. Han blev generaladjutant 1802 och överste i armén samma år, kabinettskammarherre 1809, generalmajor 1814, chef för 2. kavalleribrigaden 1822 och inspektör för 1. kavalleriinspektionen 1824.
Aminoff blev riddare av Svärdsorden 1799, kommendör av svärdsorden 1812 samt kommendör med stort kors av svärdsorden 1820. Han var även ledamot av krigsvetenskapsakademien.